# Мисбах Тамрин
Ми́сбах Тамри́н (индон. Misbach Tamrin; род. 25 августа 1941, Амунтай, Южный Калимантан) — индонезийский художник

## Краткая биография
В 1964 г. окончил Академию изобразительных искусств Индонезии в Джокьякарте. В 1961 году вместе с другими студентами (Амрус Наталша, Куслан Будиман, Адрианус Гумелар, Иса Хасанда и др.) создал художественную мастерскую «Буми Тарунг» (Земля борьбы) в Джокьякарте. Кроме живописи, занимался ваянием, создавал  барельефы для памятников (например, монумент  Cahaya Bumi Selamat в г. Мартапура). С 1958 года стал принимать участие в выставках у себя на родине и за рубежом. В 1962 с плавучей выставкой на борту теплохода «Тампомас» объехал многие страны Азиатско-Тихоокеанского региона.
Активно участвовал в деятельности «Общества народной культуры» (Лекра), которое находилось под эгидой  Компартии Индонезии.  После  событий 30 сентября 1965 г. был репрессирован и до 1978 гг. находился в заключении в тюрьме Банджармасина . Многие картины раннего периода не сохранились.
После освобождения продолжил заниматься живописью.  В 2008 году организовал выставку «Мастерская Буми Тарунг», а в 2011 году выставку «50 лет мастерской Буми Тарунг», в которых приняли участие художники, входившие ранее в эту группу.. В  2015 году состоялась его персональная ретроспективная выставка в Национальной галерее Индонезии в  Джакарте (65 полотен). В 2017 г. он принял участие в выставке «Город тысячи рек» (Банджармасин).
Картины художника монументальны, написаны главным образом в реалистической манере, некоторые, особенно раннего перида с налётом импрессионизма.  Основные темы: жизнь простого народа, патриотизм, революция, история, события 30 сентября 1965 г.
Написал и опубликовал несколько книг по искусству Индонезии.
Несколько картин Мисбаха Тамрина хранятся в коллекции Государственного музея Востока. В 2018 г. московское издательство "Ключ-С" издало антологию малайской виртуальной поэзии «Гости вечерней зари», в дизайне обложки которой использована картина художника .

## Основные картины
- Kawan-kawanku (Мои друзья) (1958)
- Gejolak Kerja (Трудовой энтузиазм)(1961)
- Peristiwa Trisakti (События Трисакти)(1998)
- Kota di Atas Air (Город на воде) (1999)
- Perjalanan Bumi Tarung (Жизненный путь группы «Буми Тарунг») (2001)
- Fosil dalam Sel (Ископаемое в одиночной камере) (2001)
- Mandau dan Telabang (Меч и щит) (2002)
- Polisi-Polisi Dunia  (Мировые жандармы) (2005)
- Potret Kolektorku (Портрет коллекционера моих картин) (2005)
- Nelayan (Рыбак) (2007)
- Perpisahan (Прощание) (2007)
- Bumi Tarung 1965 (Буми Тарунг 1965) (2008)
- Penggusuran (Гнев) (2008)
- Bertahan (Не сдадимся) (2008)
- Mas Suparman (Мас Супарман) (2009)
- Berdialog dengan Kolektorku  (Диалог с коллекционером моих картин) (2009)
- Cheng Ho Memimpin Perjalanan (Чжэн Хэ возглавляет экспедицию) (2009)
- Kesibukan Saat Fajar (Предрассветная суета) (2009)
- Patriotisme vs Imperialisme (Патриотизм против  империализм) (2010)
- Konser Pinggir Jalan (Концерт на обочине дороги) (2010)
- Perjuangan Perempuan Indonesia (Борьба индонезийских женщин) (2011)
- Ibu Pertiwi Menangis (Слёзы Родины-матери)  (2011)
- Eksekusi di Tepi Jurang (Экзекуция на краю ущелья) (2011)
- Purnama di Turba Pantai Trisik (Полнолуние на побережье Трисик во время хождения в народ) (2011)
- Berderap Maju Demi Kelautan Nusantara (Вперёд ради морской Нусантары) (2015)
- Membangun Indonesia Sebagai Poros Maritim Dunia (Построим Индонезию как морской центр мира) (2015)
- Kehidupan Pantai Nusantara (Жизнь на берегах Нусантары) (2015)
- Personel Sanggar Bumi Tarung (Участники группы Буми Тарунг) (2016)

## Публикации
- Misbach Tamrin. “Pameran nasional grafik Lembaga Seni Rupa Indonesia Lekra” - Bambang Bujono dan Wicaksono Adi, ed. Seni Rupa Indonesia dalam Kritik dan Esai. Jakarta: Dewan Kesenian Jakarta, 2004, h. 151-153.
- Misbach Tamrin. Amrus Natalsya dan Bumi Tarung.  Penerbit: Amnat Studio, 2008.
- Misbach Tamrin. Amrus Natalsya Wood Painting. Etty Mustafa Collection. Editor Misbach Tamrin, K.P. Hardi Danowijoyo. Jakarta: Rumah Budaya Hardi, 2014